# Peter Krause (Rechtswissenschaftler)
Peter Wilhelm Friedrich Krause (* 27. Februar 1936 in Osnabrück; † 19. Februar 2023 in Korlingen) war ein deutscher Rechtswissenschaftler und Richter.

## Werdegang
Krause besuchte die Schule in Königshütte (Oberschlesien), Stadtoldendorf und Holzminden an der Weser und studierte danach Rechtswissenschaften, Soziologie, Geschichte und Philosophie an der Universität des Saarlandes. Seine juristischen Staatsexamina legte er 1962 und 1966 ab. 1966 wurde er in Saarbrücken mit der Dissertation Die Lehre von der Arbeit in der Philosophie des deutschen Idealismus und ihre Bedeutung für das Recht zum Dr. phil. promoviert. 1973 erfolgte seine Habilitation für Staats- und Verwaltungsrecht sowie Sozialrecht. Von 1973 bis 1975 war Krause dann Professor für Staats- und Verwaltungsrecht sowie Sozialrecht an der Universität Saarbrücken. Von 1975 bis zu seiner Emeritierung am 31. März 2004 war er ordentlicher Professor für Öffentliches Recht, Sozialrecht und Rechtsphilosophie an der Universität Trier, wo er auch Leiter der Forschungsstelle Vernunftrecht und Preußische Rechtsreform war. 1991 wurde er als Gründungsdekan an die juristische Fakultät der Universität Leipzig abgeordnet. Von 1978 bis 2001 war Krause zudem Richter am Landessozialgericht in Mainz im zweiten Hauptamt. Ab 2000 war er stellvertretendes Mitglied des Verfassungsgerichtshofes des Landes Rheinland-Pfalz in Koblenz.
Seine Forschungsgebiete waren insbesondere das Staatsrecht, das Allgemeine Verwaltungsrecht und das Sozialrecht sowie die Rechtsphilosophie und Rechts- und Verfassungsgeschichte insbesondere des 17. und 18. Jahrhunderts. Darüber hinaus beschäftigte sich Krause intensiv mit der Geschichte der „alten“ Universität Trier und ihrer Juristenfakultät.
Krause war verheiratet und Vater eines Sohns und einer Tochter.